# دوسلینگن
دوسلینگن (به آلمانی: Dußlingen) یک شهر در آلمان است که در توبینگن واقع شده‌است. دوسلینگن ۵٬۴۷۳ نفر جمعیت دارد.

## خواهرخوانده
شهر متزوکورونا خواهرخواندهٔ دوسلینگن هست.